# Liste der Produktionen von Nottz
Dies ist eine Liste der Produktionen des US-amerikanischen Hip-Hop-Musikers Nottz.

## 1998

### 3rd Eye–Studio Life(Unreleased)
- 00. Final Exam
- 00. ‘88 Flashback

### D.V. Alias Khrist–BlackMask(Movie)
- 00. The Attack Is On

### D.V. Alias KhristandLord Have Mercy–Lyricist Lounge, Volume One
- 2–08. Holy Water

### Busta Rhymes–E.L.E. (Extinction Level Event): The Final World Front
- 02. Everybody Rise
- 03. Where We Are About To Take It
- 04. Extinction Level Event (The Song of Salvation)

## 1999

### Various –Violator: The Album
- 03. Whatcha Come Around Here For? – Flipmode Squad

### The Notorious B.I.G.–Born Again
- 05. Dangerous MCs (featuring Snoop Dogg, Busta Rhymes & Mark Curry)

### Fat Joe–Thicker Than WaterSoundtrack
- 05. Thicker Than Blood (featuring Terror Squad)

### Lord Have Mercy–Thee Ungodly Hour(Unreleased)
- 00. Paint Ya Face
- 00. These Men Don't Cry (featuring Method Man)
- 00. Home Sweet Home (featuring M.O.P.)

## 2000

### Busta Rhymes–Anarchy
- 11. Get Out!!
- 13. A Trip Out Of Town
- 21. Anarchy

### Rah Digga–Dirty Harriet
- 08. Showdown
- 09. The Last Word feat Outsidaz
- 11. Straight Spittin' Part II
- 12. What's Up Wit' That
- 14. Just For You

### Funkmaster Flex–60 Minutes Of Funk – The Mix Tape Volume IV
- 19. Uhhnnh – The Bad Seed

### M.O.P.–Warriorz
- 14. Home Sweet Home (featuring Lord Have Mercy)

### Xzibit–Restless
- 04. U Know (featuring Dr. Dre) (Koproduzent)

## 2001

### Krumbsnatcha–Long Awaited – Snatcha Season Pt. 2
- 04. Blaze (featuring Blackndekuh, Nottz & Spoon)
- 09. Do U Wanna (featuring Boogieman & Top Gun)
- 11. Can't Get None (featuring Lord Tariq)
- 13. Hood Turn Hot
- 14. Killer In Me
- 15. Jungle
- 16. Take Your Pain Away

### Krumbsnatcha–Training DaySoundtrack
- 02. W.O.L.V.E.S. (featuring M.O.P.)

### Busta Rhymes–Genesis
- 01. Intro
- 09. Pass The Courvoisier
- 20. Bad Dreams

### Ed O.G.–The Truth Hurts
- 05. What U Know (featuring Nottz)

## 2002

### Snoop Dogg–Snoop Dogg Presents…Doggy Style Allstars Vol. 1
- 13. Don't Make A Wrong Move (featuring Prodigy & Special Ed)

### Scarface–The Fix
- 06. Keep Me Down

### Krumbsnatcha –Respect All Fear None
- 09. Oxygen (featuring Boogieman)

### 50 Cent–Guess Who's Back?
- 09. Be a Gentleman

## 2003

### G–Unit–Beg for Mercy
- 09. Footprints

### Kardinal Offishall–Firestarter Vol. 2: The F–Word Theory(Unreleased)
- 00. Sick! (featuring Bounty Killer)

### Black Moon–Total Eclipse
- 06. Why We Act This Way?

### Craig G–This Is Now!!!
- 05. Now That's What's Up (featuring Mr. Cheeks)

### Pitch Black–Pitch Black Law
- 08. R You Ready 4 This?

### Method Man–Def Jam Vendetta Soundtrack
- 12. Uh Huh

## 2004

### Krumbsnatcha –Let The Truth Be Told
- 03. Do Me
- 04. Boston To VA (featuring Fam–Lay)
- 06. Thorough (featuring Ghostface Killah & Solomon Childs)
- 14. Get Live (featuring DMP)
- 00. Never Grow Up

### Cassidy–Split Personality
- 12. Real Talk

### 213–The Hard Way
- 07. Lonely Girl

### Ghostface–The Pretty Toney Album
- 14. Be This Way
- 16. Tooken Back (featuring Jacki–O)

### Kardinal Offishall–Kill Bloodclott Bill
- 04. Gas

## 2005

### Ghostface Killah andTrife Da God–Put It on the Line
- 03. Struggle – Ghostface Killah

### Consequence–Caught Up in the Hype(Single 12')
- 01. Caught Up in the Hype

### Skillz–Confessions of a Ghostwriter
- 06. Wave Ya Hands (featuring Musiq Soulchild)
- 07. Imagine
- 08. S.K.I.L.L.Z.

### Canibus–Hip–Hop for Sale
- 01. It's No Other Than
- 02. Back Wit Heat
- 04. Show 'Em How
- 05. Dear Academy
- 06. I Gotcha

### Royce da 5′9″–Independent's Day
- 05. Politics (featuring Cee–Lo Green)
- 09. Blow Dat...

## 2006

### Little Brother–Soldiers of Fortune(Hall of Justus)
- 07. Life of The Party (featuring Carlitta Durand)

### Bilal–Love for Sale(unreleased)
- 01. Something To Hold On To

### Snoop Dogg–Tha Blue Carpet Treatment
- 05. That's That Shit (featuring R. Kelly)

### The Game–Doctor's Advocate
- 10. One Night

## 2007

### Sunshine Anderson–Sunshine at Midnight
- 03. My Whole Life

### Boot Camp Clik–Casualties of War
- 04. Bubblin' Up

### WC–Guilty by Affiliation
- 03. Jack & The Bean Stalk

### Swizz Beatz–One Man Band Man
- 03. Big Munny

### Kanye West–Graduation
- 07. Barry Bonds (featuring Lil' Wayne) (koproduziert von Kanye West)

### Little Brother–Getback
- 08. Two–Step Blues (featuring Darien Brockington)

### Scarface–Made
- 04. Girl You Know

### Cassidy–B.A.R.S. The Barry Adrian Reese Story
- 11. I Get My Paper

### DJ Drama–Gangsta Grillz: The Album
- 13. Talk Bout Me (featuring Young Buck, Lloyd Banks & Tony Yayo)

## 2008

### Snoop Dogg–Ego Trippin'
- 11. Deez Hollywood Nights

### Dwele–Sketches of a Man
- 05. A Few Reasons (Truth Pt. 2)

### AZ–Undeniable
- 04. Fire
- 10. Now I Know

### The Game–L.A.X.
- 07. Cali Sunshine (featuring Bilal)
- 08. Ya Heard (feat. Ludacris)

### Kardinal Offishall–Not 4 Sale
- 08. Ill Eagle Alien

### Murs–Murs for President
- 10. Me and This Jawn
- 11. Think You Know Me
- 00. Better Than The Best (Leftover)

### J Dilla–Pay Jay (Unreleased MCA Album)
- 01. Diamonds

### Termanology–Politics As Usual
- 05. Please Don't Go
- 06. Float
- 08. Drugs Crimes Gorillaz (featuring Freeway & Sheek Louch)

### Bishop Lamont–The Confessional(unrelease)
- Ghetto Song (featuring YM)
- What People Do
- Why U Wanna Piss Me Off

### Scarface–Emeritus
- 04. Can't Get Right (featuring Bilal)
- 05. Still Here (featuring Shateish)

### Adama
- Take Me Home/ Remix

### Rapper Big Pooh–Rapper's Delight
- Rapper's Delight (featuring Chaundon)

### Diamond D–The Huge Hefner Chronicles
- 03. D–I–A–M–O–N–D

### Ne-Yo
- Free Me

### Drake
- One More Time

## 2009

### Asher Roth–Asleep in the Bread Aisle
- 15. Y.O.U. (UK Bonus Track) (featuring Slick Rick)

### Slaughterhouse–Slaughterhouse
- 00. Woodstock (Hood Hop) (featuring M.O.P)

### Finale–A Pipe Dream and a Promise
- 06. Jumper Cables
- 11. Brother's Keeper

### T.I.
- The Way You Want It

### Skyzoo–The Salvation
- 05. Popularity
- 16. Maintain

### M.O.P.–Foundation
- 11. I'm A Brownsvillain

### KRS–One&Buckshot–Survival Skills
- 09. One Shot (featuring Pharoahe Monch)

### Cormega–Born & Raised
- 10. What Did I Do

### Shafiq Husayn–Shafiq En' A–Free–Ka(Nottz Remix)
- 03. Cheeba (featuring Bilal)

### Royce da 5′9″–Street Hop
- 02. Count for Nothing
- 13. Street Hop

### Rakim–The Seventh Seal
- 04. Man Above (featuring Tracey Horton)

### Snoop Dogg–Malice n Wonderland
- 11. Pimpin' Ain't EZ (featuring R. Kelly)

## 2010

### Rah Digga– DJ Booth.net exclusive
- A Few Thoughts

### Snoop Dogg–More Malice
- 02. Protocol

### Dwele–W.ants W.orld W.omen
- 02. I Wish
- 16. Give Me A Chance

### Mayer Hawthorne–Stones Throw Records
- I Need You

### Bilal–Airtight's Revenge
- 04. Flying
- 12. Lost My Mind (Bonus)
- 00. Free

### Rah Digga–Classic
Album

## 2011

### Nefew–Man Vs. Many
- 02. Game

### Joell Ortiz–Free Agent
- 08. Nursery Rhyme

### Pusha T–Fear of God
- 08. Open Your Eyes

### Pusha T–Fear of God II: Let Us Pray
- 12. Alone in Vegas

### W.O.L.L.
- Big Bang Theory

### Torae–For The Record
- 13. Thank You

### Strong Arm Steady–Arms & Hammers
- 06. All the Brothers (featuring Chace Infinite, Talib Kweli, KRS–One & Planet Asia)

### Reks–Rhythmatic Eternal King Supreme
- 03. Limelight

### Rapsody–Thank H.E.R. Now
- 18. H.E.R. Throne

### Rapper Big Pooh–Dirty Pretty Things
- 04. Are You Ready (featuring Torae)
- 08. Ballad of the Son

### Asher Roth
- Summertime (featuring Quan)

### Royce da 5′9″–Success Is Certain
- 03. Merry Go Round
- 06. On the Boulevard (featuring Nottz & Adonis)

### Snoop Dogg&Wiz Khalifa–Mac & Devin Go to High SchoolSoundtrack
- 04. 6:30

## 2012

### AWAR –The Laws of Nature
- 04. Keep Risin
- 05. Until the End (featuring Nottz, Murs & P. Jericho)

### Bow Wow
- Yeah Yeah (featuring Lloyd Banks)

### Nefew& Shakes –For Hip–Hop
- 01. Change the World (featuring Rapper Big Pooh)
- 02. Last Days
- 03. For Hip–Hop
- 04. Been There Done That
- 05. We March

### Wale–Folarin
- 09. Skool Daze

### Kardinal Offishall
- Wessup

## 2013

### MellowHigh&EarlWolf
- Look

### Pusha T–My Name Is My Name
- 10. Nosetalgia (featuring Kendrick Lamar) (koproduziert von Kanye West)

### Xzibit,B–Real&Demrick–Serial Killers Vol. 1
- 12. Laugh Now (featuring Jon Connor)

### Kardinal Offishall
- Game of Clones

## 2014

### Mac Miller
- Walkin Home

### Slaughterhouse–House Rules
- 02. Say Dat Then

### Asher Roth
- Rasputin

### The Proz
- Doap

### The Game–Blood Moon: Year of the Wolf
- 17. Bloody Moon

### The Lox–The Trinity (3rd Sermon)
- 06. Now Listen

## 2015

### Asher Roth
- Blow Yr Head

### YU von Diamond District –Persona
- 02. Homicide

### Diamond District –March on Washington Redux
- 10. Lost Cause

### Mac Miller
- Pet Sounds (featuring Sean Price)

### Scarface–Deeply Rooted
- 07. Anything (produziert mit N.O. Joe)

### Add–2–Prey for the Poor
- 01. Prey for the Poor

### Talib Kweli&9th Wonder–Indie 500
- 01. Which Side Are You On (featuring Tef Poe)
- 09. These Waters (featuring K.Valentine, NIKO IS, Chris Rob & Jessica Care Moore)
- 11. Bangers (featuring MK Asante & Halo)

### Bankrupt Billionaires
- I'm Here (Remix) (featuring Rapper Big Pooh & Blu)

### Busta Rhymes–The Return of the Dragon (The Abstract Went on Vacation)
- 15. Proper Leader's Skit

## 2016

### Torae–Entitled
- 04. Clap Shit Up (featuring Phonte)

### Koache–Game Point
- 02. Hood Love (featuring Cory Gunz)
- 03. Turn Me Back (featuring Xzibit)
- 04. Back in the Day (featuring The Game & Nottz)
- 06. Karma

### BJ the Chicago Kid
- OMG (featuring Jay Rock)

### Royce da 5′9″–Tabernacle: Trust the Shooter
- 05. Which Is Cool

### Token
- Unnecessary Evil

### Royce da 5′9″–Layers
- 07. Shine

### Alpha Faktion –Creative Control
- Creative Control

### Snoop Dogg–Coolaid
- 03. Don't Stop (featuring Too Short)

### The Bad Seed –Coreyography
- 08. Belt Off

### Marvalyss
- Black Caesars

### Reks–The Greatest X
- 10. The Recipe
- 11. Unknown

### Villain Notsha
- Untrue (featuring Rapper Big Pooh)

### Carl Roe –Eleven Chuck
- 02. S. State. St. (featuring DJ Revolution)

### Talib Kweli–Awful People are Great at Parties
- 09. Every Ghetto Pt. 2 (featuring Aloe Blacc & Problem)

### Rapsody–Crown
- 03. Tina Turner

### Ras Kass
- Amerikkkan Horror Story, Pt. 1

### Termanology–More Politics
- 08. Krazy Thangs (featuring Cyrus DeShield)

### Jaheim–Struggle Love
- 07. Something Tells Me

### Hodgy–Fireplace: TheNotTheOtherSide
- 05. They Want
- 12. The Now

### T.I.–Us or Else: Letter to the System
- 01. I Believe
- 09. Pain

## 2017

### Stik Figa –Central Standard Time
- 02. Down Payment (featuring Elzhi)

### Coin Banks
- H.E.R. (featuring Atom, Chris Foster & Danny Martin)

### Talib Kweli&Styles P–The Seven
- 01. Poets and Gangstas

### Royce da 5′9″–Bar Exam 4
- 10. Chopping Block (featuring Slaughterhouse)

### Rapsody
- The Pain

### Sean Price–Imperius Rex
- 14. Clans & Cliks (featuring Smif–N–Wessun, Rock, Method Man, Raekwon, Inspectah Deck & Foul Monday)

### Snoop Dogg
- What Is This? (featuring October London)

### GQ –E 14th
- 02. Everything the Same
- 04. Laundry Day

### Rapsody–Laila's Wisdom
- 01. Laila's Wisdom

### Hustle Gang–We Want Smoke
- 07. So High (featuring Peanut da Don, London Jae, Young Dro and T.I.)

### Jeezy–Pressure
- 12. American Dream featuring: J.Cole & Kendrick Lamar (basiert auf einem Sample von Nottz)

### Evidence–Weather or Not
- 04. Jim Dean

### Kardinal Offishall&Dave Chappelle– Equanimity (Netflix Comedy Special)
- 00. Reaching Through The Darkness (show outro)

### Samy Deluxe–Deluxe Edition
- 03. Eskimo im Tanktop
- 04. Rooftop
- 05. Fantasie Pt. 2[1]

## 2018

### Apathy–The Widow's Son
- 06. Alien Weaponry

### Evidence–Weather Or Not
- 04. Jim Dean
- 08. Bad Publicity (featuring Krondon)

### Phonte–No News Is Good News
- 04. Expensive Genes

### 9th WonderPresents: Jamla Is the Squad II
- 09. You Know I Gotta (featuring Reuben Vincent)

### Serial Killers–Day of the Dead
- 02. Get Away with It

### Seedx Nottz –No Way in Hell
Album

### Napsndreds–Trouble & A Pair of Dice
Album

## 2019

### Seth Hirsch
- 00. Say Goodbye feat. Mac Miller

### Smif N Wessun– The All
- 00. Let Me Tell Ya (featuring Rick Ross)

### Murs– The Iliad Is Dead and the Odyssey Is Over
- 03. My Hero feat. Heather Victoria
- 11. Super Cojo Bros feat. GQ & Cojo

### Little Brother– May the Lord Watch
- 04. Right On Time
- 11. Sittin Alone

### Andy Mineo– Work in Process
- 08. 1988 Remake 2

### Rapsody– EVE
- 12. Michelle (featuring: Elle Varner)
- 14. Hatshepsut (featuring Queen Latifah)

### Prayah
- 00. I Swear (featuring Keyzz)

## 2020

### Umse& Nottz – Uno
Album